# Gneu Corneli Lèntul (cònsol 146 aC)
Gneu Corneli Lèntul (en llatí: Cnaeus Cornelius Lentulus) va ser un magistrat romà que va viure al segle ii aC. Era fill de Gneu Corneli Lèntul, cònsol el 201 aC, i pertanyia a la família dels Lèntuls, una branca patrícia de la gens Cornèlia.
Va ser elegit cònsol el 146 aC juntament amb Luci Mummi Acaic.